# Schuimblusvoertuig

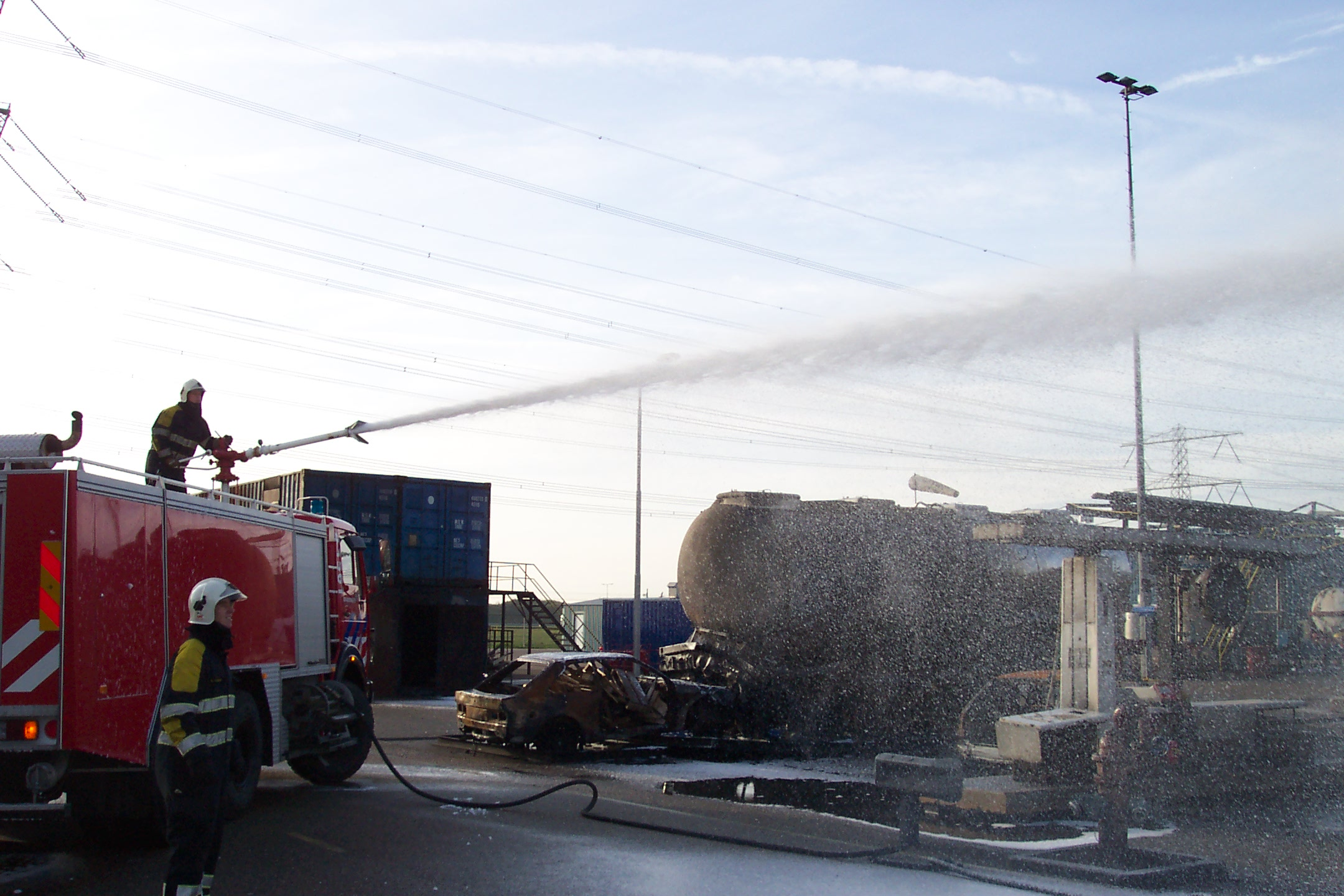
Een schuimblusvoertuig van de brandweer tijdens een oefening

Een schuimblusvoertuig is een speciaal type brandweervoertuig. Het voertuig is uitgerust om met behulp van water en schuim plassen brandbare vloeistof, voertuigen en vliegtuigen te blussen. Hiervoor beschikt het voertuig over een of meerdere waterkanonnen en een aanzienlijke watervoorraad. 
Veel schuimblusvoertuigen beschikken over 2 dieselmotoren, een voor het rijden, de andere voor de aandrijving van de pomp. Deze voertuigen kunnen daardoor rijden en blussen tegelijk.
Een crashtender is een speciaal type schuimblusvoertuig dat speciaal gebouwd is voor inzet op luchthavens.